# Slaget øst for Salomonøerne
Slaget øst for Salomonøerne var et søslag, som blev udkæmpet den 24. – 25. august 1942. Det var det tredje hangarskibsslag i Stillehavskrigen under 2. verdenskrig, og det var det andet store slag, som blev udkæmpet mellem United States Navy og den kejserlige japanske flåde under slaget om Guadalcanal. Som i slaget i Koralhavet og Slaget ved Midway kom skibene i de to flåder aldrig indenfor synsvidde af hinanden. I stedet blev alle angreb udført af fly fra hangarskibene eller fly fra flyvepladser i land.
Efter adskillige ødelæggende luftangreb trak begge sider sig tilbage fra kampområdet uden at nogen af siderne havde opnået en klar sejr. På den anden side opnåede de vestallierede en klar taktisk og strategisk fordel, da de japanske tab var større og omfattede snesevis af fly og deres erfarne besætninger. Japanske forstærkninger til Guadalcanal blev forsinket og endte med at blive landsat med krigsskibe i stedet for transportskibe, hvilket gav de allierede mere tid til at forberede sig på den japanske modoffensiv og forhindre japanerne i at landsætte tungt artilleri, ammunition og andre forsyninger.

## Baggrund
Den 7. august 1942 var allierede styrker – fortrinsvis amerikanske – gået i land på Guadalcanal, Tulagi og Floridaøerne i Salomonøerne. Landgangene havde til formål at forhindre at disse øer kunne bruges af japanerne til etablering af baser, der kunne true skibsruterne mellem USA og Australien og de allierede ville samtidig sikre sig øerne som udgangspunkt for et felttog, der havde som endemål at isolere den store japanske base i Rabaul samtidig med at det støttede de allieredes felttog på Ny Guinea. Landgangene udløste det seks måneder lange felttog på Guadalcanal.
De allierede landgangen blev direkte støtte af tre amerikanske hangerskibsgrupper: Task force 11 omkring USS Saratoga, Task Force 16 omkring USS Enterprise og Task Force 18 omkring USS Wasp, der også rummede slagskibe, krydsere og destroyere. Den øverstkommanderende for de tre hangarskibsgrupper var viceadmiral Frank Jack Fletcher, som havde sin stander på Saratoga. Flyene fra disse tre hangarskibe ydede nærstøtte til invasionsstyrken og forsvar mod japanske luftangreb fra Rabaul. Efter en vellykket landgang forblev de i det sydlige Stillehav med det formål at bevogte kommunikationslinjerne til de store allierede baser på Ny Kaledonien og Espiritu Santo, som støttede de allierede landstyrker på Guadalcanal og Tulagi mod japanske modoffensiver, ved at dække overførslen af forsyninger til Guadalcanal og ved at angribe og ødelægge alle japanske krigsskibe, som kom indenfor deres rækkevidde.
Mellem den 15. august|15. og 20. august beskyttede de amerikanske hangarskibe overførslen af jagere og bombefly til den nye Henderson Field flyveplads på Guadalcanal. Den lille men hård omkæmpede flyveplads var af kritisk betydning for hele rækken af øer, og den som havde kontrollen over denne flyveplads havde mere eller mindre kontrollen over det lokale luftrum. Henderson Field og de fly, som var baseret der, viste sig hurtigt at have en mærkbar effekt på overførslen af japanske styrker i Salomonøerne og nedslidningen af de japanske luftstyrker i det sydlige Stillehav. Rent faktisk blev kontrollen over Henderson Field den afgørende faktor i hele slaget om Guadalcanal.
De japanske flådestyrker, som var blevet overrasket af de allieredes offensiv i Salomonøerne planlagde under ledelse af admiral Isoroku Yamamoto og i samarbejde med hæren en modoffensiv, som skulle fordrive de allierede fra Guadalcanal og Tulagi. Modoffensiven fik kodenavnet Operation Ka (Ka
er den første stavelse i det japanske ord for Guadalcanal) og for den japanske flåde var det desuden et mål at ødelægge de allierede krigsskibe i det sydlige Stillehav, især de amerikanske hangarskibe.

## Slaget

### Optakt
En konvoj med 1.411 japanske soldater fra "Ichiki" regimentet samt flere hundrede marinetropper fra 5. Yokosuka special marinelandgangsstyrke, som var om bord på tre langsomme transportskibe, afsejlede fra den store japanske base på Truk (Chuuk) den 16. august og satte kurs mod Guadalcanal. Transportskibene blev beskyttet af den lette krydser Jintsu, 8 destroyere og fire patruljebåde under kommando af kontreadmiral Raizo Tanaka (stander på Jintsu) Fra Rabaul afsejlede fire tunge krydsere fra 8. japanske flåde, som skulle give konvojen nærstøtte. De var under kommando af viceadmiral Gunichi Mikawa. Det var de samme krydsere, som havde besejret en allieret flådestyrke i det forudgående slaget ved Savoøen. Tanaka regnede med at landsætte tropper fra sin konvoj på Guadalcanal den 24. august.
Den 21. august afsejlede resten af den japanske Ka flådestyrke fra Truk med kurs mod de sydlige Salomonøer. Disse skibe bestod grundlæggende af tre grupper: hovedstyrken bestod af de 3 hangarskibe Shōkaku, Zuikaku og Ryūjō samt en afskærmningsstyrke bestående af en tung krydser og 8 destroyere under kommando af viceadmiral Chuichi Nagumo på Shōkaku. Fortroppen bestod af to slagskibe, tre tunge krydser en let krydser og tre destroyere under kommando af kontreadmiral Hiroaki Abe. Den fremskudte styrke bestod af 5 tunge krydsere, en let krydser, 6 destroyere og flyvebådshangarskibet Chitose under kommando af viceadmiral Nobutake Kondō. Endelig var en styrke på omkring 100 af flådens bombefly, jagere og rekognosceringsfly med base på Rabaul og omkringliggende øer, som kunne yde støtte. Nagumos hovedstyrke placerede sig bag fortroppen og den fremskudte styrke for lettere at kunne skjule sig for de amerikanske rekognosceringsfly.
Når et af de amerikanske hangarskibe var blevet lokaliseret, enten af japanske rekognosceringsfly eller ved et angreb på en de japanske overfladestyrker, skulle Nagumos hangarskibe ifølge Ka planen straks opsende en angrebsstyrke for at ødelægge dem. Når de amerikanske hangarskibe var ødelagt eller sat ud af spillet skulle Abes fortrop og Kondos fremskudte styrke indkredse resten af de allierede skibe og ødelægge dem i overfladeslag. De japanske flådestyrker ville herefter være frigjort til at kunne nedkæmpe Henderson Field ved et flådebombardement samtidig med at de dækkede de japanske troppers landgang for at generobre Guadalcanal og Tulagi.
Som reaktion på et uventet landslag, som blev udkæmpet på Guadalcanal mellem amerikanske marinesoldater og japanske tropper den 19. – 20. august vendte de amerikanske hangarskibe under Fletcher tilbage til Guadalcanal fra deres positioner 400 sømil længere mod syd den 21. august. De amerikanske hangarskibe skulle støtte marinesoldaterne, beskytte Henderson Field og nedkæmpe japanske flådestyrker, som ankom som støtte til de japanske tropper under landslaget på Guadalcanal.
Både de allierede og de japanske flådestyrker fortsatte med at nærme sig hinanden den 22. august. Selv om begge sider gennemførte intensiv rekognoscering opdagede ingen af siderne den anden. Da mindst et rekognosceringsfly gik tabt (skudt ned af fly fra Enterprise inden den kunne nå at afsende rapport over radioen) havde japanerne en stærk mistanke om at der var amerikanske hangarskibe i området. Amerikanerne var imidlertid ikke klar over placeringen og styrken af de japanske flådestyrker, som var på vej.
Kl. 9.50 den 23. august opdagede en Catalina, der havde base ved Ndeni på Santa Cruz-øerne, Tanakas konvoj. Da der sidst på eftermiddagen ikke var meldt om yderligere japanske skibe, lettede to angrebsstyrker fra henholdsvis Saratoga og Henderson Field for at angribe Tanakas konvoj. Da Tanaka vidste, at der ville komme et angreb efter at hans konvoj var blevet opdaget, havde han imidlertid ladet konvojen vende om så snart Catalinaen havde forladt området, og undgik at blive angrebet. Da han havde meddelt sine overordnede, at han havde mistet tid, fordi han var drejet nordpå for at undgå de allierede luftangreb, blev landsætningen af hans tropper på Guadalcanal udskudt til den 25. august. Da der kl. 18.23 den 23. august ikke var opdaget nogle japanske hangarskibe, og der ikke var nye efterretninger om hvor de befandt sig, afsendte Fletcher Wasp, som var ved at løbe tør for brændstof og resten af Task Force 18 på en to dages tur sydpå til øen Efate for at tanke op. Wasp og dens eskorte kom således ikke til at deltage i slaget.

### Hangarskibe i kamp den 24. august
Klokken 1.45 den 24. august gav Nagumo kontreadmiral Chūichi Hara ordre til at fortsætte foran den japanske hovedstyrke med det mindre hangarskib Ryūjō, den tunge krydser Tone og destroyerne Amatsukaze og Tokitsukaze og gennemføre et luftangreb mod Henderson Field ved daggry. Ryūjō missionen var formentlig en reaktion på en anmodning fra Nishizo Tsukahara — flådechefen i Rabaul — om hjælp fra den kombinerede flåde til at neutralisere Henderson Field. Nagumo kan også have haft til hensigt at bruge missionen som en måde at aflede amerikanernes opmærksomhed på resten af den den japanske styrke, så den kunne nærme sig de amerikanske flådestyrker uden at blive opdaget samt give beskyttelse for og dækning af Tanakas konvoj. Hovedparten af flyene på Shōkaku og Zuikaku blev gjort klar til hurtigt at kunne gennemføre et angreb, hvis de amerikanske hangarskibe blev opdaget. Mellem kl. 5.55 og 6.30 afsendte de amerikanske hangarskibe (fortrinsvis Enterprise) rekognosceringsfly for at lede efter de japanske flådestyrker. De blev suppleret med Catalinaer fra Ndemi.
Kl. 9.35 fik en Catalina som den første øje på Ryūjō styrken. Den blev fulgt af adskillige andre iagttagelser af Ryūjō og skibe fra Kondos og Mikawas styrker, som blev opdaget af andre amerikanske rekognosceringsfly i løbet af formiddagen. I løbet af formiddagen og det første af eftermiddagen opdagede amerikanske fly også adskillige japanske rekognosceringsfly og undervandsbåde, hvilket fik Fletcher til at tro, at japanerne var klar over hvor hans hangarskibe befandt sig, hvilket imidlertid endnu ikke var tilfældet. Alligevel tøvede Fletcher med at give ordre til et angreb på Ryūjō gruppen indtil han var sikker på at der ikke var andre japanske hangarskibe i området. Selv om han ikke havde fået nogen endelig angivelse af om der var andre japanske hangarskibe i nærheden, endsige hvor, endte Fletcher med at lade 38 fly lette fra Saratoga kl. 13.40 til et angreb på Ryūjō. Han holdt imidlertid fly fra begge amerikanske hangarskibe tilbage for det tilfælde at der blev opdaget store japanske hangarskibe.
Kl. 12.20 opsendte Ryūjō 6 Nakajima B5N2 "Kate" bombefly og 15 A6M3 Zero jagere til et angreb på Henderson Field i forbindelse med et angreb fra 24 Mitsubishi G4M2 "Betty" bombefly og 14 Zeroer fra Rabaul. Flyene fra Ryūjō vidste imidlertid ikke, at flyene fra Rabaul var kommet ind i dårligt vejr, og var vendt om kl. 11.30. Flyene fra Ryūjō blev opdaget på radar af Saratoga mens de fløj mod Guadalcanal, hvilket yderligere stedfæstede deres skibs position inden det forestående amerikanske angreb. Flyene fra Ryūjō ankom over Henderson Field kl. 14:23 og kom i kamp med jagere fra Hendersons Cactus Air Force mens de bombarderede flyvepladsen. Under kampene blev 3 "Kate", 3 Zero og 3 amerikanske jagere skudt ned, men flyvepladsen blev ikke alvorligt beskadiget.
Kl. 14.25 opdagede et japansk artilleriobservationsfly fra krydseren Chikuma de amerikanske hangarskibe. Inden det blev skudt ned nåede det at afsende sin melding og Nagumo gav straks ordre om at angrebsstyrken på Shōkaku og Zuikaku skulle sendes af sted. Den første bølge med 27 Aichi D3A2 "Val" styrtbombefly og 15 Zeroer var lettet kl. 14.50 og på vej mod Enterprise og Saratoga. Omkring samme tidspunkt opdagede to amerikanske rekognosceringsfly endelig den japanske hovedstyrke. På grund af kommunikationsproblemer nåede denne opdagelse aldrig frem til Fletcher. Inden de forlod området angreb de to rekognosceringsfly Shōkaku, men forårsagede kun ubetydelige skader. En anden bølge med 27 "Val" og 9 Zeroer blev afsendt fra de japanske hangarskibe kl. 16 og satte kursen sydpå mod de amerikanske hangarskibe. Abes fortrop-styrke hastede også fremad i forventning om at komme i slag med de amerikanske skibe efter mørkets frembrud.
Omkring det samme tidspunkt nåede angrebsstyrken fra Saratoga frem og angreb Ryūjō. Hangarskibet blev ramt af 3-5 bomber og muligvis en torpedo. 120 besætningsmedlemmer blev dræbt. Besætningen forlod det svært beskadigede skib da natten faldt på, og det sank kort tid efter. Amatsukaze og Tokitsukaze reddede de overlevende fra Ryūjō og flybesætningerne fra de fly, der vendte tilbage fra angrebet på Henderson Field og landede deres fly på havet. På dette tidspunkt angreb adskillige amerikanske B-17 bombefly Ryūjō, men forårsagede ingen yderligere skader. Efter at redningsoperationerne var afsluttet sluttede begge japanske destroyere og Tone sig igen til Nagumos hovedstyrke.
Kl. 16.02, mens de stadig ventede på en endelig rapport om hvor de store japanske hangarskibe befandt sig, opfangede de amerikanske hangarskibe den første bølge af japanske angrebsfly på radaren. 53 F4F-4 Wildcat jagere fra de to amerikanske hangarskibe blev ved hjælp af radar dirigeret mod angriberne, men på grund af kommunikationsproblemer, begrænsninger i evnen til at skelne ven fra fjende, primitiv kontrolprocedurer og effektiv beskyttelse af de japanske styrtbombefly af deres ledsagende jagere var det kun nogle få amerikanske jagere, som kom i kamp med Val bombeflyene inden de angreb de amerikanske hangarskibe. Lige inden de japanske styrtbombefly indledte deres angreb ryddede Enterprise og Saratoga deres flydæk ved at opsende de fly, som havde været i beredskab for det tilfælde, at de store japanske hangarskibe blev opdaget. Disse fly fik besked på at flyve mod nord og angribe alt hvad de stødte på og ellers holde sig udenfor kampområdet indtil det var sikkert at vende tilbage.
Klokken 16.29 begyndte de japanske styrtbombefly deres angreb. Selv om adskillige forsøgte at komme i position til at angribe Saratoga skiftede de hurtigt over til det nærmeste hangarskib, Enterprise. Enterprise blev således mål for næsten alle de japanske fly. Adskillige Wildcats fulgte efter "Val" bombeflyene ind i deres angrebsdyk, trods den intense antiluftskytsbeskydning fra Enterprise og de skibe som beskyttede den i et desperat forsøg på at afbryde deres angreb. Hele 4 Wildcats blev skudt ned af amerikansk antiluftskyts sammen med adskillige Val bombefly.
På grund af den effektive antiluftskytsild fra de amerikanske skibe og undvigemanøvrer ramte ingen af bomberne fra de første 9 "Val" bombefly Enterprise; men kl. 16.44 blev skibet ramt af en panserbrydende tidsforsinket bombe, som gennembrød flyvedækket nær den bageste flyelevator og passerede gennem tre dæk inden den eksploderede under vandlinjen. 35 mand blev dræbt og yderligere 70 såret. Indstrømmende havvand fik Enterprise til at få en mindre slagside, men der var ikke tale om et større svækkelse af skroget.
Blot 30 sekunder senere ramte den næste "Vals" bombe flot 5 meter fra hvor den første bombe havde ramt. Den heraf følgende eksplosion forårsagede en stor sekundær eksplosion i krudtlager til en 5 tommer kanon. 35 mand fra kanonbesætningen blev dræbt, og der blev startet en stor brand.
Omkring et minut senere, kl. 16.46, ramte en tredje og sidste bombe Enterprise på flydækket længere fremme end der hvor de første to bomber ramte. Denne bombe eksploderede ved anslaget, hvilket forårsagede et 3 meter stort hul i dækket, men ingen yderligere skader. Fire "Val" bombefly afbrød herefter deres angreb på Enterprise for at angribe det amerikanske slagskib North Carolina, men alle deres bomber ramte ved siden af, og de fire "Val" bombefly blev skudt ned af antiluftskyts eller af amerikanske jagere. Angrebet var ovre kl. 16.48 og de resterende japanske fly samledes i små grupper og vendte tilbage til deres skibe.
Begge sider regnede med, at de havde påført fjenden mere skade end tilfældet var. Amerikanerne hævdede at have nedskudt 70 japanske fly, selv om der kun var 42 fly i alt. De faktiske japanske tab – af alle årsager – var 25 fly, men de fleste besætningsmedlemmer blev ikke opsamlet eller reddet. Japanerne troede tilsvarende fejlagtigt, at de havde beskadiget to amerikanske hangarskibe alvorligt og ikke kun et. Amerikanerne mistede 6 fly under kampen, og de fleste flybesætningsmedlemmer blev reddet.
Selv om Enterprise var blevet alvorligt beskadiget og i brand, lykkedes det skibets skadeskontrolgrupper at reparere det tilstrækkeligt til at det kunne genoptage flyoperationerne kl. 17.46, blot en time efter at luftangrebet sluttede. Klokken 18.05 vendte angrebsstyrken fra Saratoga tilbage efter at have sænket Ryūjō og landede uden større problemer. Den anden bølge af japanske fly nærmede sig de amerikanske hangarskibe kl. 18.15, men kunne ikke finde den amerikanske eskadre på grund af kommunikationsproblemer og måtte vende tilbage til deres hangarskibe uden at have angrebet noget amerikansk skib, og mistede selv 5 fly som følge uheld. Hovedparten af de amerikanske fly, som var opsendt lige inden den første bølge af japanske fly angreb, fandt ingen mål, men fem TBF-1 Avengers fra Saratoga fik øje på Kondos fremskudte styrke og angreb flyvebådstenderen Chitose. De havde to nære forbiere, som kraftigt beskadigede det ikke-pansrede skib. De amerikanske hangarskibsfly kunne enten lande på Henderson Field eller vendte tilbage til deres hangarskibe efter skumringen. De amerikanske skibe trak sig tilbage mod syd for at komme udenfor rækkevidde af de japanske krigsskibe. Rent faktisk fortsatte Abes fortrop og Kondos fremskudte styrke med at sejle sydpå i et forsøg på at indvikle de amerikanske hangarskibe i overflade søslag, men omkring midnat vendte de om efter at det ikke var lykkedes at komme i kontakt med de amerikanske krigsskibe. Nagumos hovedstyrke, som havde mistet mange fly under kampen og manglede brændstof trak sig også tilbage nordpå.

### Kampe den 25. august
I troen på at to amerikanske hangarskibe var blevet sat ud af spillet med alvorlige skader fortsatte Tanakas konvoj med forstærkninger i retning af Guadalcanal, og kl. 8 om morgenen den 25. august var de under 250 km fra deres mål. Her blev Tanakas konvoj mødt af 5 destroyere, som havde bombarderet Henderson Field den foregående aften, uden at forårsage større skader. Kl. 8.05 angreb 18 amerikanske fly fra Henderson Field Tanakas konvoj og tilføjede Jintsu alvorlige skader. 24 besætningsmedlemmer blev dræbt og Tanaka blev slået bevidstløs. Troppetransportskibet Kinryu Maru blev også ramt og endte med at synke. Netop som destroyeren Mutsuki løb op på siden af Kinryu Maru for at redde besætningen og tropperne om bord, blev den angrebet af 4 amerikanske B-17 bombefly fra Espiritu Santo, som kastede fem bomber der ramte på eller i nærheden af Mutsuki, så den sank straks. En uskadt men rystet Tanaka lod sig overføre til destroyeren Kagero, sendte Jintsu til Truk og førte konvojen til den japanske base i Shortlandøerne.
Både japanerne og amerikanerne valgte at trække deres krigsskibe helt ud af området og afsluttede dermed slaget. Den japanske flådestyrke forblev i nærheden af de nordlige Salomonøer udenfor rækkevidde af de amerikanske fly på Henderson Field, indtil de til sidst vendte tilbage til Truk den 5. september.

## Efterspil
Slaget ses almindeligvis mere eller mindre som en taktisk og strategisk sejr for amerikanerne fordi japanerne mistede flere skibe, fly og flybesætninger og da de japanske troppeforstærkninger til Guadalcanal blev forsinket. Historikeren
Richard B. Frank opsummerede betydningen af slaget således:
Slaget øst for Salomonøerne var utvivlsomt en amerikansk sejr, men den havde ikke den store langsigtede betydning, bortset fra en yderligere reduktion i antallet af trænede japanske hangarskibsflybesætninger. De japanske forstærkninger, som ikke kunne fremføres med langsomme transportskibe nåede snart til Guadalcanal på andre måder.
Amerikanerne mistede kun 7 flybesætningsmedlemmer i slaget, men japanerne mistede 61 rutinerede flybesætninger, som var vanskelige at erstatte for japanerne på grund af en indbygget begrænset kapacitet i deres træningsprogram for flådepiloter og manglen på uddannede reserver. Tropperne i Tanakas konvoj blev senere overført til destroyere på Shortlandøerne og sejlet til Guadalcanal i mindre grupper og uden det meste af deres tunge udstyr fra den 29. august 1942. Japanerne hævdede, at de havde forårsaget betydelig mere skade end det var tilfældet, herunder at Hornet, som ikke deltog i slaget, var blevet sænket, og at dens deltagelse i Doolittle angrebet dermed var blevet hævnet.
Som understregning af den strategiske værdi af Henderson Field blev den japanske destroyer Asagiri sænket og to andre japanske destroyere alvorligt beskadiget den 28. august 110 km nord for Guadalcanal i New Georgia sundet af amerikanske fly fra flyvepladsen. Slaget om øen udviklede sig til et to måneder langt dødvande, som kun blev afbrudt af et intenst landslag i slaget ved Edson's Ridge den 13. september og et stort flådeslag i Slaget ved Cape Esperance i starten af oktober.
Enterprise sejlede til Pearl Harbor for at gennemgå omfattende reparationsarbejder, der blev afsluttet den 24. oktober, lige i rette tid til slaget ved Santa Cruz-øerne og returkampen mod Shōkaku og Zuikaku.

## Yderligere læsning
- D'Albas, Andrieu (1965). Death of a Navy: Japanese Naval Action in World War II. Devin-Adair Pub. ISBN 0-8159-5302-X.
- Dull, Paul S. (1978). A Battle History of the Imperial Japanese Navy, 1941–1945. Naval Institute Press. ISBN 0-87021-097-1.
- Hornfischer, James D. (2011). Neptune's Inferno: The U.S. Navy at Guadalcanal. New York: Bantam Books. ISBN 978-0-553-80670-0.
- Lacroix, Eric; Linton Wells (1997). Japanese Cruisers of the Pacific War. Naval Institute Press. ISBN 0-87021-311-3.
- Lundstrom, John B. (2006). Black Shoe Carrier Admiral: Frank Jack Fletcher at Coral Seas, Midway & Guadalcanal. Annapolis, Maryland, USA: Naval Institute Press. ISBN 1-59114-475-2.
- Smith, Douglas V. (2006). Carrier Battles: Command Decision in Harm's Way. US Naval Institute Press. ISBN 1-59114-794-8.
- Stafford, Edward P.; Paul Stillwell (Introduction) (2002 (genudgivelse)). The Big E: The Story of the USS Enterprise. Naval Institute Press. ISBN 1-55750-998-0. {{cite book}}: Tjek datoværdier i: |year= (hjælp)
- Stille, Mark (2007). USN Carriers vs IJN Carriers: The Pacific 1942. New York: Osprey. ISBN 978-1-84603-248-6.

## Eksterne kilder
- Chen, C. Peter (2006). "Battle of Eastern Solomons". World War II Database. Hentet 27. oktober 2008.
- Horan, Mark. "Battle of the Eastern Solomons, 23–25 August 1942". Order of Battle. Hentet 27. oktober 2008.
- Lanzendörfer, Tim. "The Carriers Meet Again: The Battle of the Eastern Solomons". The Pacific War: The U.S. Navy. Hentet 27. oktober 2008.
- Office of Naval Intelligence (1943). "The Battle of the Eastern Solomons, 23–25 August 1942". Combat Narrative. Office of Naval Intelligence, United States Navy. Hentet 27. oktober 2008. Relativt upræcis i detaljerne da den blev skrevet under krigen.
- Shepherd, Joel (1998-2003). "1942 — The Eastern Solomons". USS Enterprise CV-6. Hentet 27. oktober 2008.
- Stekovic, Srdjan (1999-2003). "Battle of the Eastern Solomons". Carrier Battles in the Pacific – 1942. Arkiveret fra originalen 24. april 2006. Hentet 17. maj 2006.